# Кошаринці (Жмеринський район)
Коша́ринці — село в Україні, у Копайгородській селищній громаді Жмеринського району Вінницької області.

## Історія
Під час другого голодомору в 1932—1933 роках, проведеного радянською владою, загинуло 9 осіб.
2 грудня 2016 року у селі було урочисто завалено пам'ятник Леніну.
В центральній частина села біля сільради знаходиться Братська могила радянських воїнів та загиблих воїнів-земляків в 1941—1945 рр.
12 червня 2020 року, відповідно до Розпорядження Кабінету Міністрів України № 707-р «Про визначення адміністративних центрів та затвердження територій територіальних громад Вінницької області», увійшло до складу Копайгородської селищної громади.

19 липня 2020 року, в результаті адміністративно-територіальної реформи та ліквідації Барського району, село увійшло до складу Жмеринського району.

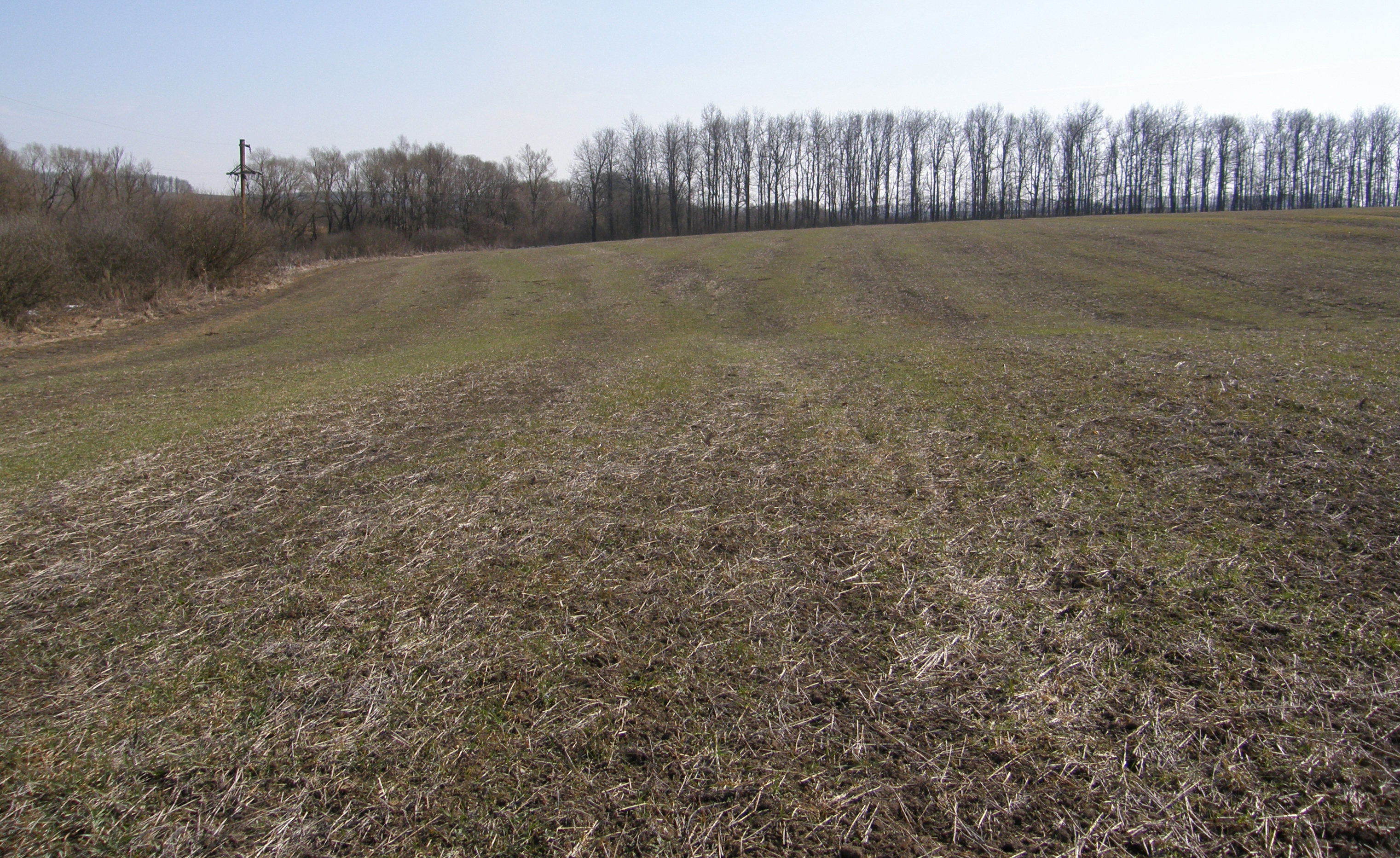
Поселення бронзової епохи
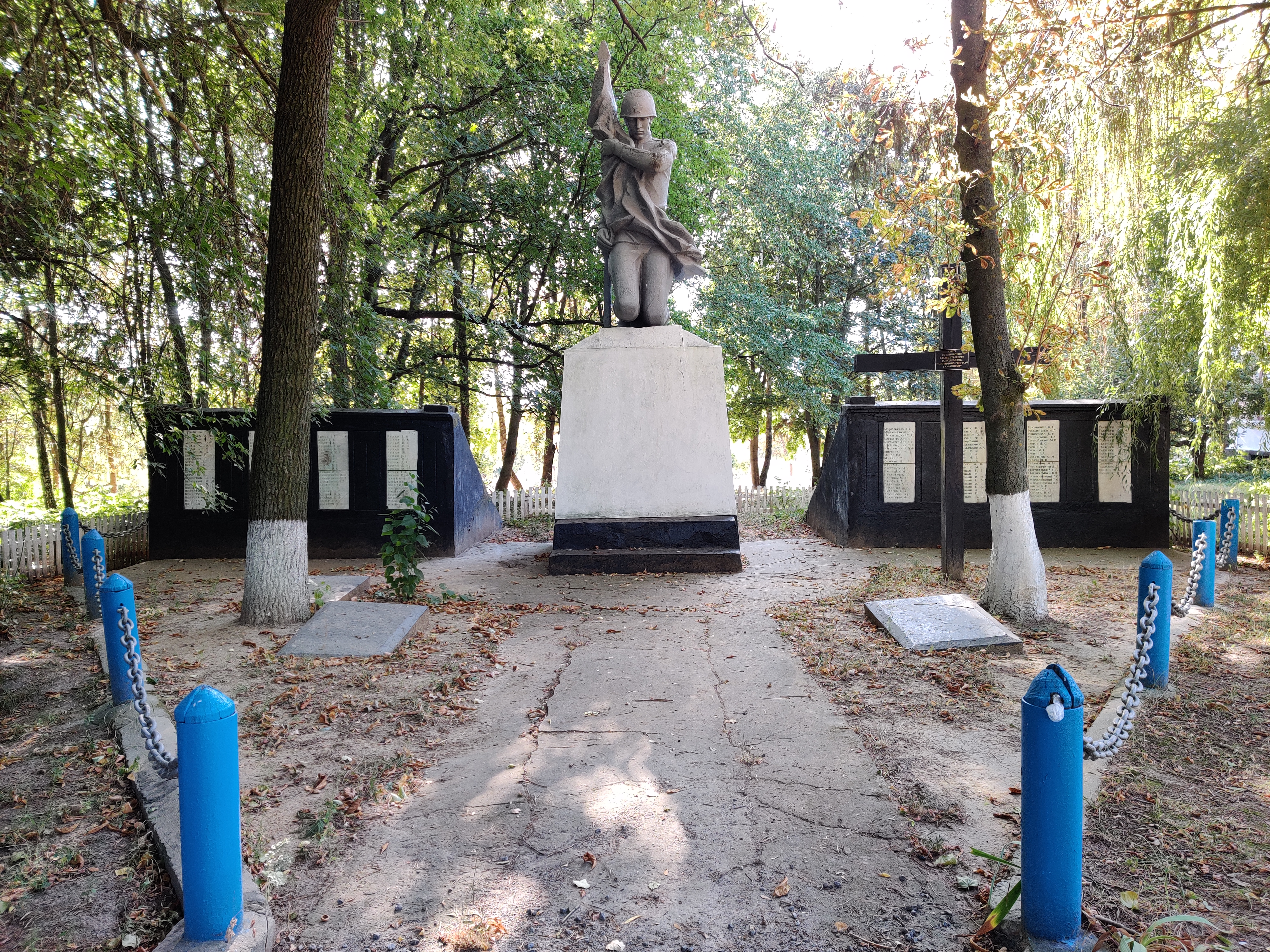
Братська могила радянських воїнів

## Відомі особи
Довгий Костянтин Миколайович —український військовик, учасник російсько-української війни

## Пам'ятки
У селі є пам'ятки:
- Могила 2 радянських воїнів, загиблих при обороні і звільненні села, і пам'ятник 169 воїнам-односельчанам, загиблим на фронтах Великої Вітчизняної війни[5], 1952, 1968. Пам'ятка розташована біля Будинку культури;
- Поселення епохи бронзи [6], II тис. до н. е.